# الهجوم على بادس (1563)
في عام 1563، انطلقت حملة عسكرية إسبانية لاحتلال جزيرة بادس، الذي كانت تحت سيطرة العثمانيين. انتهت الحملة بهزيمة ساحقة للقوات الإسبانية.

## خلفية تاريخية
في عام 1522، فقدت إسبانيا بادس بعد أن حررها الوطاسيون وقتلوا الحامية الإسبانية بأكملها. ثم سلم علي أبو حسون ، الحاكم الوطاسي الجديد للمغرب الأقصى في عام 1554 بادس للقوات العثمانية التي ساعدته في الحصول على العرش.  في عام 1525، قام الإسبان بمحاولة لاستعادة الجزيرة، ولكنهم هُزموا. بعد انتصارهم في وهران، قرر الملك فيليب الثاني ملك إسبانيا استغلال الفرصة لاحتلال الجزيرة مرة أخرى وانتزاعها من أيدي العثمانيين. 
في عام 1563، أعد حاكم مليلية الإسباني، بيدرو فينيغاس، حملة أخرى ضد بينيون دي فيليز دي لا غوميرا. أُعطيت القيادة إلى دون سانشو دي ليفا، ابن شقيق أنطونيو دي ليفا .  قام الإسبان بإعداد أسطول مكون من خمسين سفينة حربية   وسبعة آلاف رجل.  وكان معه خمسون متطوعًا وسفن تحت قيادة ألفارو دي بازان . غادرت الأسطول الإسباني مالقة يوم 23 يوليو. قرب بادس، كشف سانشو عن الخطة التي وضعها فينيغاس، والتي تقضي بتسلق الجدران ليلاً، وهو ما اعتبره المجلس بالإجماع مستحيلاً، ومع ذلك قرروا الاستمرار على أي حال. 
هاجم الإسبان ليلا، ولكنهم رصدوا بعد أن أحدث أحدهم ضوضاء دفعت الحامية إلى إطلاق مدافعها.   وعلى الرغم من هذا الفشل، لم يكن سانشو راغبًا في ذلك، فقام بإنزال ما بين أربعة إلى خمسة آلاف رجل على بعد ستة أميال من الصخرة في محاولة للاستيلاء عليها برًا. كان يحمل معه حاشية كبيرة من الخدم مع طعام فاخر، والذين شعروا بالفزع بسبب الاتصالات الأولى، فهربوا إلى الساحل، حيث سرق قطاع الطرق المحليون بضائعهم.  لكن الهجوم الليلي فشل. حاول الأسطول الإسباني تغطية انسحابه بنيران المدفعية، لكن بازان طلب منه التوقف بعد أن أدرك أن وضعهم السيئ سيجعلهم يضربون قواتهم.  دعمت السفن الحربية العثمانية الحامية، لذا حاولت السفن الحربية الإسبانية مطاردتها، دون جدوى. 
وقد أدى فشل الحملة إلى إحباط ليفا، الذي عقد مجلساً. وافقت الأغلبية على الانسحاب، باستثناء بازان، الذي دعا إلى مواصلة الحملة. وأشار إلى أن حامية العدو تعاني من نقص الإمدادات وسيكون من السهل الانتصار عليها، ولكن إذا تراجع الإسبان، سوف يمنح يعزز معنويات سكان الجزيرة لمقاومة أي مخاولة احتلال مستقبلية بشكل أفضل. كما اقترح أفكارًا تكتيكية لهجوم آخر، خاصة بعد أن وجد ثغرات في دفاع العدو.  إلا أن ذلك لم يقنع سانشو.  
بدأت القوات الإسبانية في المغادرة، ولكن أثناء انسحابها، هاجمتها الحامية العثمانية وسكان بادس بمدفعيتها، مما ألحق خسائر فادحة بالإسبان.    مرة أخرى، تحرك بازان لحماية الانسحاب، حيث لعب دورًا فعالًا في تأمينه.  وقد حصل المسلمون على غنائم عظيمة تركها الإسبان.  عاد الإسبان إلى مالقة في 2 أغسطس. 

## تداعيات
أثارت نتيجة العملية استياء الملك فيليب الثاني. أُمر ليفا بالعودة إلى نابولي وقضى الشتاء هناك، بينما عاد بازان إلى حصن جبل طارق وهزم أسطول القراصنة الإنجليز الذين حاولوا الاستفادة من فرصة مهاجمة التجارة الفرنسية. 

## Sources
- Agustín R. Rodríguez González (2017), Álvaro de Bazán, Capitán general del Mar Océano.

- E. Leroux (1905), Les Sources inédites de l'histoire du Maroc de 1530 à 1845.

- Francisco Feliu de la Peña (1846), Historical-political-military-administrative-religious legend of the Peñon de Velez de la Gomera.